# Pierre Franck (théâtre)
Pour les articles homonymes, voir Pierre Franck et Franck.
Pierre Franck est un homme de thêâtre français né le 1er janvier 1922 à Paris, où il est mort le 13 novembre 2013,. Il était metteur en scène et dirigea le théâtre Hébertot de 2003 à sa mort.

## Biographie
Pierre Franck a été codirecteur avec Georges Herbert du théâtre de l'Œuvre de 1960 à 1973. En 1974 il reprend le bail commercial du théâtre de l'Atelier en association avec Michel Fagadau, Jean-Claude Houdinière et Loïc Volard directeur du Jeune théâtre national.
En 1976, Pierre Franck demeure directeur du théâtre de l'Atelier associé à son épouse Danièle Franck jusqu'en 1998.
En 1994 il devient le président-directeur général de l'une des plus grandes sociétés de tournée théâtrale,  « Atelier théâtre actuel » qu'il codirige jusqu'en 2001 avec Jean-Claude Houdinière, Loïc Volard et son fils Frédéric Franck (ancien directeur du théâtre de la Madeleine puis du théâtre de l'Œuvre, actuel codirecteur du théâtre Montansier de Versailles et directeur de Scène indépendante contemporaine (SIC).
Au théâtre Hébertot, ils créent une seconde salle « le Petit Hébertot » d'une capacité de 110 places dont ils confient la direction artistique à Xavier Jaillard en mars 2009.

## Mises en scène
- 1941 : Jeanne d'Arc de Charles Péguy
- 1941 : L'Annonce faite à Marie de Paul Claudel, théâtre de l'Œuvre
- 1942 : La Tempête de William Shakespeare, théâtre du Vieux-Colombier
- 1942 : La Ville morte de Gabriele D'Annunzio, théâtre de l'Œuvre
- 1944 : La Cantate de Narcisse de Paul Valéry, Studio des Champs-Élysées
- 1944 : Supplément au voyage de Cook de Jean Giraudoux, Studio des Champs-Élysées
- 1945 : Le Songe d'une nuit d'été de William Shakespeare, théâtre Édouard-VII
- 1946 : Ma vérité d'Herbert Le Porrier, théâtre La Bruyère
- 1946 : Mon Faust de Paul Valéry, théâtre de l'Œuvre
- 1949 : Le Héros et le soldat de George Bernard Shaw, Studio des Champs-Élysées
- 1950 : Léocadia de Jean Anouilh
- 1954 : Le Père humilié de Paul Claudel, Festival de Lyon, tournée Herbert
- 1961 : L'Annonce faite à Marie de Paul Claudel, théâtre de l'Œuvre, tournée Herbert
- 1962 : Mon Faust de Paul Valéry, théâtre de l'Œuvre, tournée Herbert
- 1963 : Ève et Line de Luigi Pirandello, théâtre des Bouffes-Parisiens
- 1963 : La dame ne brûlera pas de Christopher Fry, théâtre de l'Œuvre
- 1964 : Sainte Jeanne de George Bernard Shaw, théâtre Montparnasse
- 1965 : Le Repos du septième jour de Paul Claudel, théâtre de l'Œuvre
- 1965 : Les Justes d'Albert Camus, théâtre de l'Œuvre, tournée Herbert-Karsenty
- 1965 : L'Idée fixe de Paul Valéry, théâtre de la Michodière
- 1965 : La Reine morte d'Henry de Montherlant, Comédie-Française
- 1966 : Point H d'Yves Jamiaque, théâtre de l'Œuvre
- 1967 : Chaud et Froid de Fernand Crommelynck, théâtre de l'Œuvre
- 1967 : Pygmalion de George Bernard Shaw, théâtre de l'Œuvre, tournée Herbert-Karsenty
- 1968 : L'Amour quelquefois d'après Guy de Maupassant, théâtre Montansier, tournée Herbert-Karsenty
- 1969 : La Fille de Stockholm d'Alfonso Leto, théâtre de l'Œuvre
- 1969 : La vie que je t'ai donnée de Luigi Pirandello, théâtre des Mathurins
- 1969 : Le Monde est ce qu'il est d'Alberto Moravia, théâtre des Célestins Lyon et théâtre de l'Œuvre
- 1970 : Amphitryon 38 de Jean Giraudoux, Festival de Bellac
- 1970 : Le Procès Karamazov de Diego Fabbri, théâtre de la Michodière
- 1970 : L'Idée fixe de Paul Valéry, théâtre de la Michodière
- 1970 : Le Soir du conquérant de Thierry Maulnier, théâtre Hébertot
- 1971 : Deux Femmes pour un fantôme et La Baby-sitter de René de Obaldia, théâtre de l'Œuvre, tournée Herbert-Karsenty
- 1971 : Mon Faust de Paul Valéry, théâtre de la Michodière
- 1971 : Le Dieu Kurt d'Alberto Moravia, théâtre des Célestins Lyon et  théâtre Michel
- 1971 : La Baby-sitter et Deux femmes pour un fantôme de René de Obaldia, théâtre de l'Œuvre, tournée Herbert-Karsenty
- 1972 : Le Faiseur de Honoré de Balzac, théâtre Montansier Versailles, tournée Herbert-Karsenty
- 1972 : Cantique des cantiques de Jean Giraudoux, Festival de Bellac
- 1972 : L'Ouvre-boîte de Félicien Marceau, théâtre de l'Œuvre
- 1973 : Le Lion en hiver de James Goldman, théâtre de l'Œuvre
- 1973 : Sainte Jeanne de George Bernard Shaw, théâtre des Célestins
- 1973 : L'Homme en question de Félicien Marceau, théâtre de l'Atelier
- 1974 : Monsieur Teste de Paul Valéry, Comédie-Française au Petit Odéon
- 1974 : Et à la fin était le Bang de René de Obaldia, théâtre de l'Atelier
- 1977 : Le Faiseur de Honoré de Balzac, théâtre de l'Atelier
- 1978 : La Mouette d'Anton Tchekhov, théâtre de l'Atelier
- 1978 : La Plus Gentille de Romain Bouteille, théâtre de l'Atelier
- 1979 : Siegfried 78 de François-Régis Bastide, théâtre de l'Atelier
- 1982 : Électre de Jean Giraudoux, Arènes de Cimiez, théâtre Montansier
- 1983 : L'amour tue ! de Vladimir Volkoff, théâtre de l'Atelier
- 1987 : Mon Faust de Paul Valéry, théâtre du Rond-Point
- 1989 : L'Avare de Molière, théâtre de l'Atelier
- 1993 : Les Passions de Germaine Staël de Germaine de Staël, théâtre de l'Atelier
- 1993 : Le Mal court de Jacques Audiberti, théâtre de l'Atelier
- 1995 : Le Journal d'Anne Frank, théâtre des Célestins, théâtre Hébertot
- 1997 : La Panne de Friedrich Dürrenmatt, théâtre de l'Atelier
- 1998 : Ardèle ou la Marguerite de Jean Anouilh, théâtre de l'Atelier